# Palaquium pseudocuneatum
Palaquium pseudocuneatum är en tvåhjärtbladig växtart som beskrevs av Herman Johannes Lam. Palaquium pseudocuneatum ingår i släktet Palaquium och familjen Sapotaceae. Inga underarter finns listade i Catalogue of Life.